# OPV

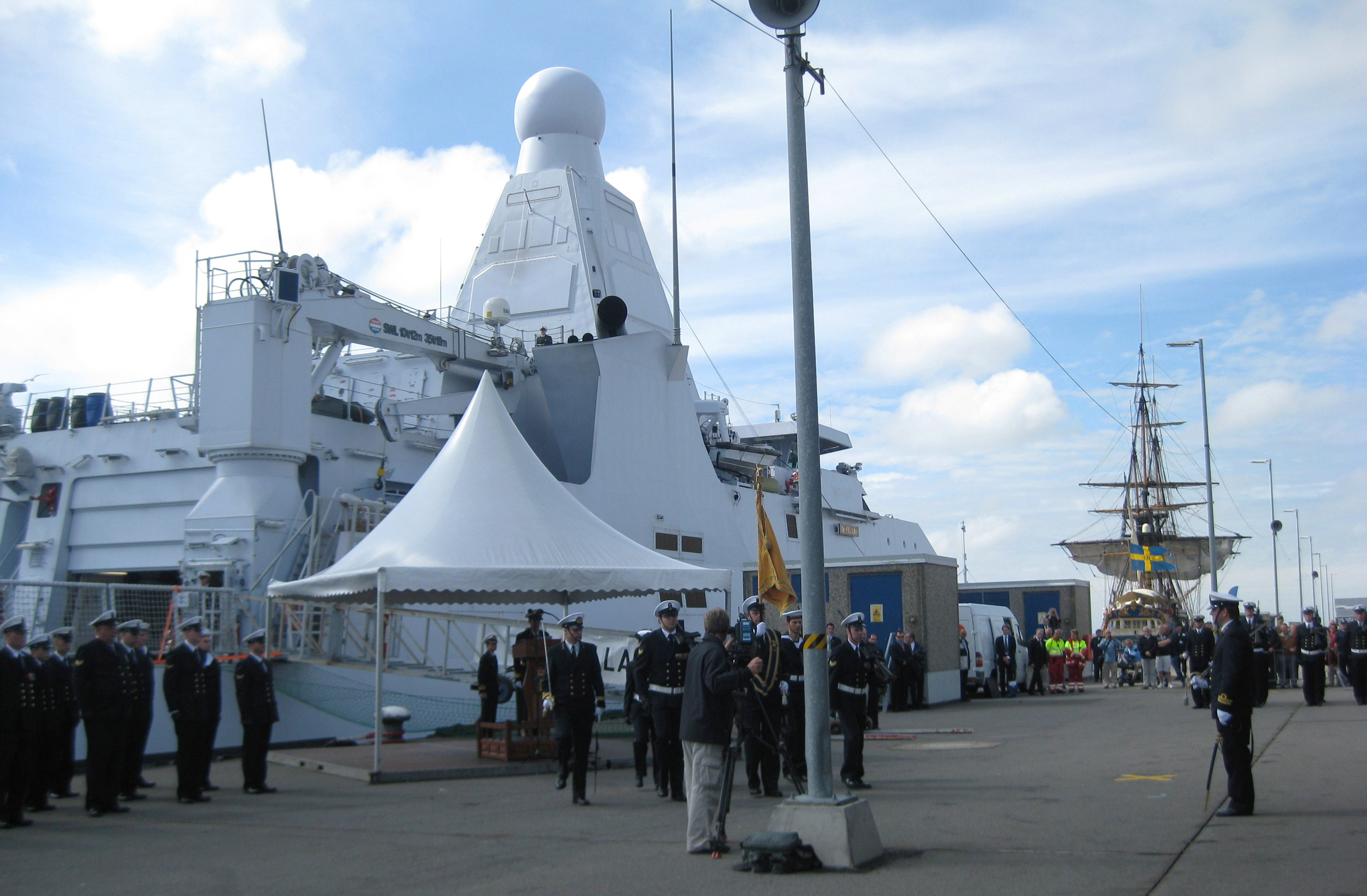
Ceremonie bij de in dienst stelling van Hr. Ms. Holland

Ocean Patrol Vessels, Oceangoing Patrol Vessels, Offshore Patrol Vessels of soms gewoon patrouilleschepen zijn bij diverse marines en kustwachten de aanduiding voor schepen die zich met name bezighouden met het surveilleren in kustwateren en de zeeën van het continentaal plat.
OPV's onderscheiden zich van militaire patrouillevaartuigen, die veelal gebouwd zijn voor rivieren en operaties dicht onder de kust, door hun grootte. Diverse moderne OPV's doen in grootte niet onder voor fregatten. Die grootte is vooral nodig om de bemanning een stabiel en comfortabel platform te bieden en een langdurig verblijf op zee mogelijk te maken, niet voor het meevoeren van meer bewapening.
OPV's worden voornamelijk gebruikt voor taken in het kader van douane-diensten op zee, visserijpolitie en milieubescherming. Deze taken werden eerst rond de Noordzee belangrijker vanaf de jaren zestig van de 20e eeuw door de uitbreiding van de rechten van kuststaten op het continentaal plat. Met de uitbreiding van dergelijke zeerechten zag men dergelijke grote OPV's ook in andere delen van de wereld verschijnen.
Thans ziet men de verschijning van een nieuw soort OPV, dat in dienst van marines ook gevechtstaken moet kunnen uitvoeren in kustgebieden overal ter wereld. Het Amerikaans littoral combat ship (LCS) en de Nederlandse Hollandklasse zijn hier voorbeelden van.